# Kriegerdenkmal der Südmährer

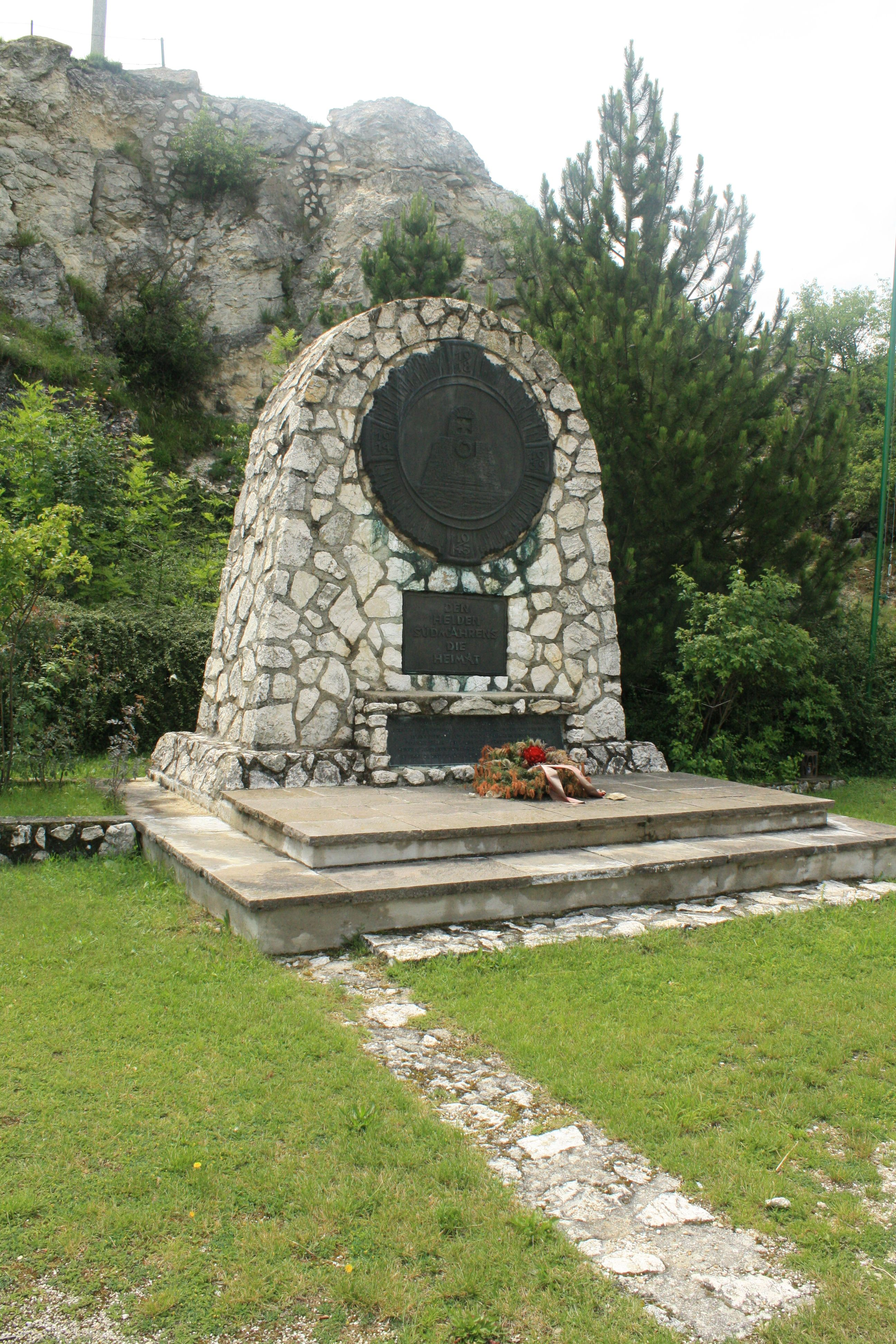
Kriegerdenkmal der Südmährer

Das Kriegerdenkmal der Südmährer auf dem Schweinbarther Berg bei Kleinschweinbarth in Niederösterreich wurde zur Erinnerung an die in den beiden Weltkriegen gefallenen sowie die verstorbenen Südmährer errichtet.

## Geschichte
Das Kriegerdenkmal oder Heldendenkmal der Südmährer auf dem Schweinbarther Berg wurde 1975 als Erneuerung eines auf tschechischem Staatsgebiet errichteten und zerstörten Denkmals errichtet.

### Klentnitz
Die Anregung für die Errichtung eines Kriegerdenkmals für die im Ersten Weltkrieg gefallenen Südmährer kam vom Gauturnwart des Turngaues Südmähren, Josef Freisinger, bereits im Jahr 1919. Ein entsprechender Antrag wurde bei einer Sitzung des Gauturnrates in Pohrlitz am 16. August 1921 zum Beschluss erhoben und verschiedene Ausschüsse für die Vorarbeiten eingerichtet.
Die Grundsteinlegung für das von Hermann Zenker aus Plauen in Sachsen entworfene Denkmal fand im am 2. Oktober 1923 statt. Errichtet wurde es von einer in Nikolsburg ansässigen Baufirma und Arbeitern aus Klentnitz und Umgebung.
Am 1. Juni 1925 wurde bei der Waisenburg bei Klentnitz in den Pollauer Bergen das gesamtmährische Kriegerdenkmal für die im Ersten Weltkrieg gefallenen Südmährer geweiht. 1945 wurde dieses Denkmal von Tschechen gesprengt.
Zum Veranstaltungsprogramm gehörten nicht nur am Festtag selbst Vorführungen der Turnvereine, den sportlichen Höhepunkt bildeten die sogenannten Eilbotenläufe aus zahlreichen Gemeinden Südmährens, aber auch aus Pressburg nach Klentnitz. Hervorgehoben wird dabei die Leistung einer fünfköpfigen Mannschaft der Deutschen Technischen Hochschule in Brünn, die vom Start beim Deutschen Haus die rund 48 Kilometer lange Strecke zum Kriegerdenkmal in 3 Stunden und 40 Minuten zurücklegte.

### Kleinschweinbarth
Anlässlich des 8. Kreuzbergtreffens im Jahr 1970 wurde das Südmährenkreuz an Stelle des 1945 gesprengten Denkmals zum Mahnmal aller gefallenen und verstorbenen Südmährer erhoben.
Ludwig Galasek aus Grusbach wurde vom Südmährischen Landschaftsrat in Geislingen an der Steige mit dem Entwurf eines Denkmals beauftragt, welches an jenes in Klentnitz erinnern solle.
Am 2. März 1975 wurde zu Anschauungszwecken auf dem Platz unterhalb des Südmährerkreuzes eine Attrappe aufgestellt und von Vertretern des Landschaftsrates, des Dachverbandes der Südmährer in Österreich, Vertretern der Gemeinde Drasenhofen und des Österreichischen Kameradschaftsbundes beurteilt. Festgelegt wurden dabei der Standort und welcher Entwurf nun tatsächlich verwirklicht werden sollte.
Die Weihe des neuen Krieger- oder Heldendenkmals erfolgte am 1. Juni 1975.

## Beschreibung

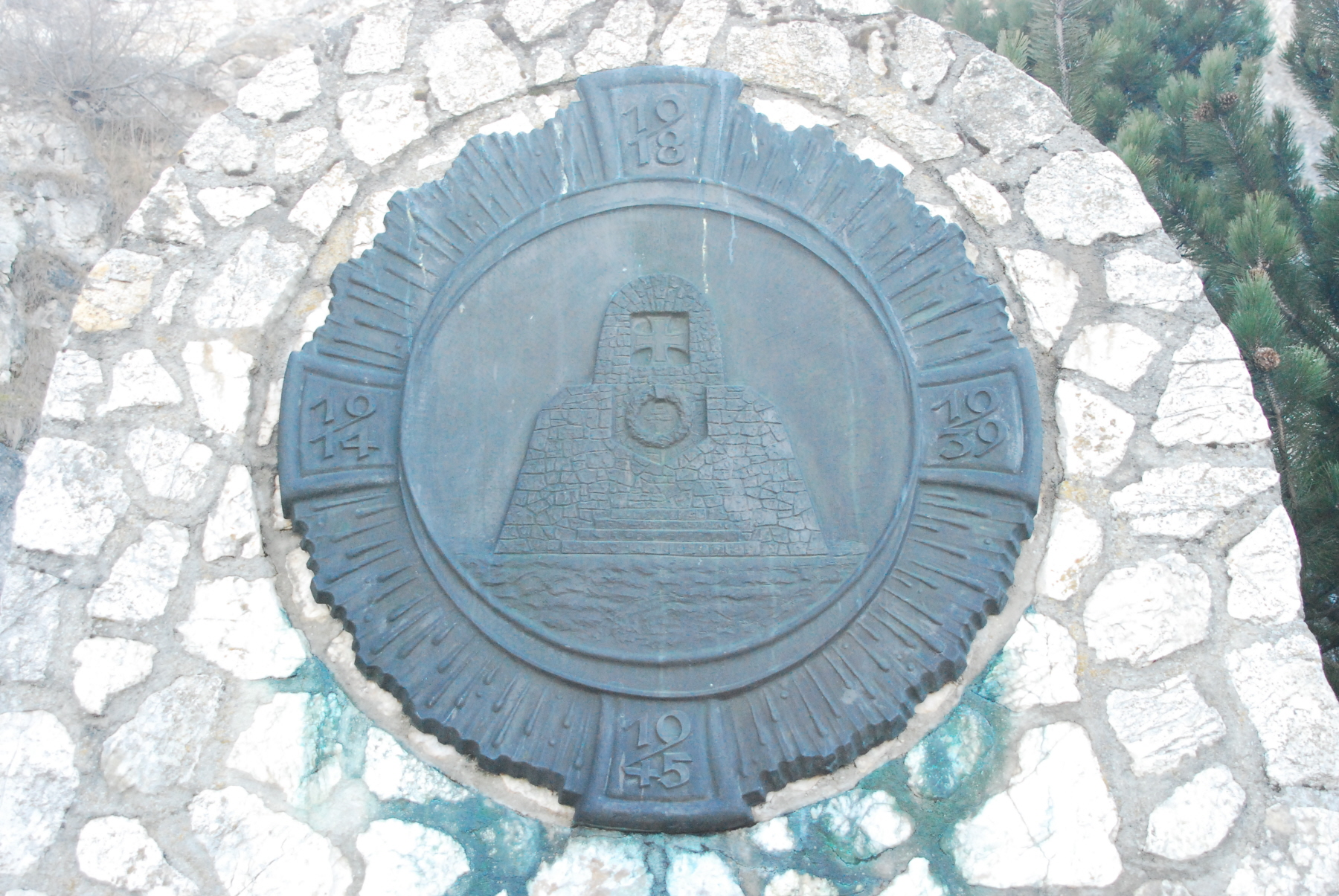
Relief mit der Darstellung des Kriegerdenkmals in Klentnitz

Das Kriegerdenkmal der Südmährer ist ein aus Kalksteinen gemauerter, konisch zulaufender und oben abgerundeter Baukörper.
An der Vorderseite trägt das Denkmal
- ein von Ludwig Galasek entworfenes und unter seiner Aufsicht gegossenes Relief[6] mit einer Darstellung des Klentnitzer Denkmals. Außerdem trägt es die Jahreszahlen 1914, 1918, 1939 und 1945,
- eine Tafel mit der Inschrift „Den Helden Südmährens die Heimat“ und
- eine Tafel mit einer kurzen Erklärung über die Bedeutung des Denkmals.

Finanziert wurde die Errichtung vom Südmährischen Landschaftsrat über Spenden und eine Bausteinaktion.